# 戦火の中へ
『戦火の中へ』（せんかのなかへ、原題: 포화 속으로, 英題: 71 In to the Fire）は、2010年の韓国映画。PG-12指定。朝鮮戦争において韓国軍の學徒義勇兵となった少年が、母に対して送ったという手紙を元にして製作された。

## あらすじ
1950年。朝鮮人民軍が軍事境界線を越えて進撃したことで始まった朝鮮戦争で韓国軍は首都・ソウルを陥落されるなど劣勢を強いられ、ついには朝鮮半島南端まで追い詰められてしまった。そこで韓国軍は全兵力を洛東江流域に集中させ反撃を試みることとなった（釜山橋頭堡の戦い・浦項の戦い）。しかしそのことで戦略上の拠点である浦項に駐留していた部隊も移動することとなってしまうため、部隊本部を置いていた女学校の校舎の防衛には71名の学徒兵を充てることとなった。中隊長となった少年・ジャンボムは同じく動員された不良グループとの衝突などもあったがなんとか71名をまとめ、そのことを手紙に綴って母に送っていた。
やがて朝鮮人民軍「766部隊」が南下。大隊長のパク少佐は「洛東江へ進撃せよ」という上官の命令を無視し、「最終拠点である釜山への近道」であるという理由で浦項へのルートを選択してきた。「女学校には学徒兵しかいない」という情報を聞いたパクは自ら女学校を訪れて、学徒兵に降伏を要求するもジャンボムはこれを拒否。やがて766部隊は校舎に対して攻撃を開始した…。

## キャスト
- クォン・サンウ - ク・ガプチョ（学徒兵で不良グループのリーダー）
- T.O.P - オ・ジャンボム（学徒兵をまとめる中隊長）
- キム・スンウ - カク・ソンテ（韓国国軍大尉。ジャンボムを中隊長に任命した）
- チャ・スンウォン - パク・ムラン（朝鮮人民軍少佐。766部隊大隊長）
- パク・ジニ - ファラン（軍属の看護婦）

他